# Domaći brandy
Domaći brandy je u smislu Pravilnika o jakim alkoholnim pićima Republike Hrvatske, vrsta jakoga alkoholnog pića. Proizvodi ga se miješanjem etilnog alkohola poljoprivrednog podrijetla i vinskog destilata s time da udio alkohola iz vinskog destilata čini najmanje 30% od ukupne količine alkohola u gotovom proizvodu, iznimno od odredaba označavanja i zemljopisnog podrijetla. Smije se uporabiti biljne ekstrakte u proizvodnji radi senzorskih svojstava i tipizacije proizvoda. Za pripremu tih ekstrakata smije se koristiti i etilni alkohol poljoprivrednog podrijetla. Kod označavanja domaćeg brandyja, obvezno je navesti podatke o postotnoj zastupljenosti etilnog alkohola poljoprivrednog podrijetla i alkohola iz vinskog destilata. Smije se navesti popis sastojaka, sukladno odredbama Pravilnika o označavanju, reklamiranju i prezentiranju hrane, ali ako sastojci nisu navedeni, proizvod mora pratiti proizvođačka dokumentacija. Pri stavljanju na tržište mora udovoljavati ovim zahtjevima:
- alkoholna jakost gotovog proizvoda: najmanje 35% vol.;
- količina ukupnog ekstrakta: najviše 20 g/l;
- ostali sastojci moraju biti najmanje srazmjerni udjelu vinskog destilata u proizvodu.[1]